# Clément Faugier (entreprise)
‌
Les Établissements Clément Faugier sont une société française de l'industrie agroalimentaire fondée en 1882, basée à Privas en Ardèche et spécialisée dans la transformation de châtaignes.

## Historique

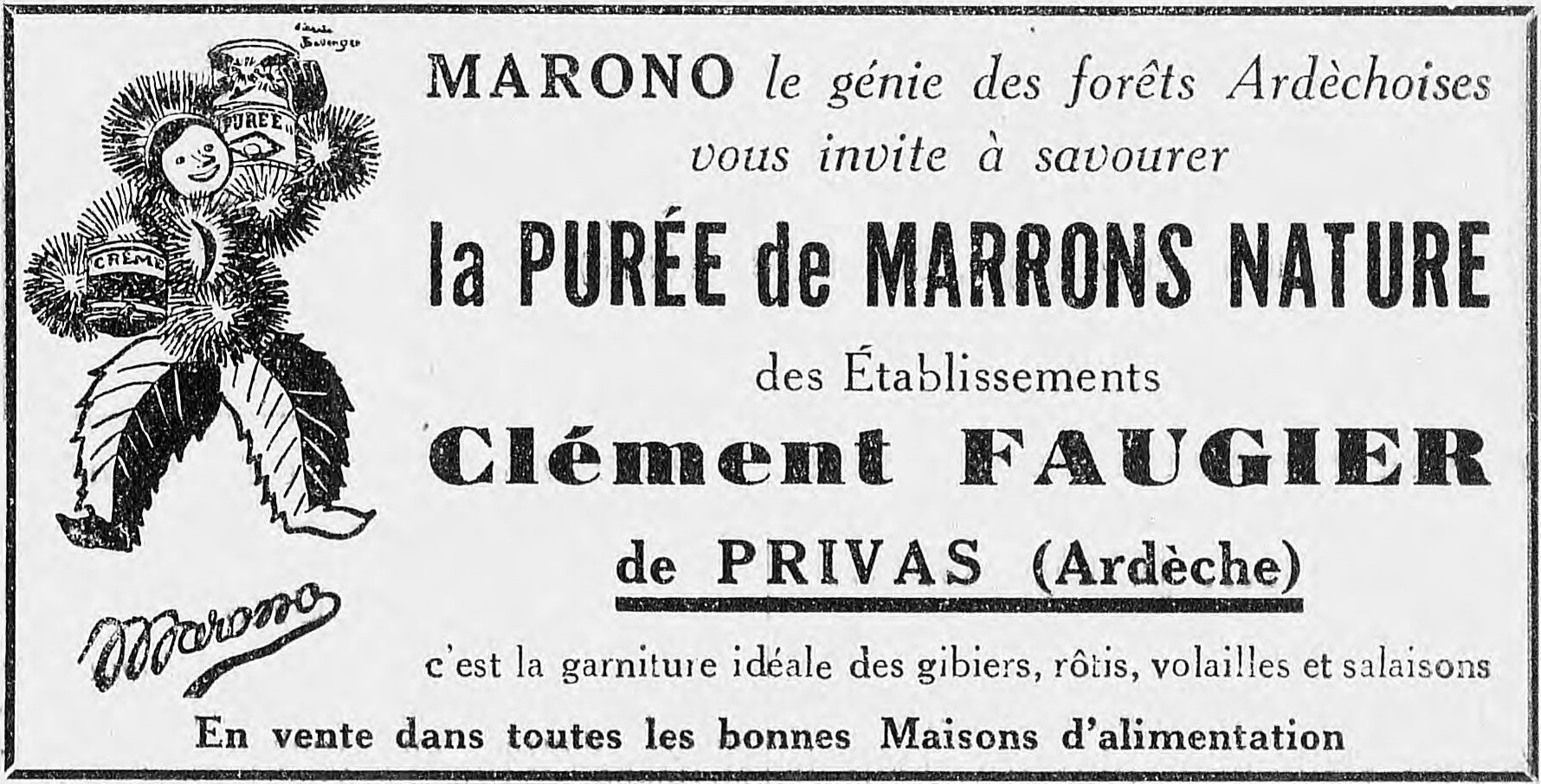
Publicité pour la purée de marrons nature des établissements Clément Faugier de Privas

Clément Faugier (1861-1941), ingénieur des Ponts et Chaussées et maire de la ville de Privas, crée sa première usine de transformation de marrons glacés à Privas en Ardèche, alors que la pébrine décime les populations de vers à soie et cause l'effondrement de l'économie ardéchoise. En 1885, il a l'idée de récupérer les marrons brisés accidentellement pour créer le produit inédit qui fera sa renommée : la crème de marrons, qui mélange les brisures de marrons glacés, de la pulpe de châtaigne, du sirop de glucose, du saccharose et de l’extrait de vanille, selon une recette restée identique depuis. La marque Crème de marrons de l'Ardèche n'est officiellement déposée que quarante ans plus tard, en 1924.
En plus de cent vingt ans, la marque Clément Faugier a développé de nombreux produits dérivés de la châtaigne (bonbons, marrons confits dans de l'alcool, marrons au naturel, farine…) et quelques autres (confitures de fruits). La société, qui dispose de deux usines (Privas et Donzère), emploie une soixantaine de salariés permanents auxquels s'ajoutent entre 25 et 45 saisonniers de septembre à janvier. Son chiffre d'affaires annuel est d'environ 20 millions d'euros, dont 15 % sont réalisés à l'exportation.
La société Clément Faugier a noué des partenariats avec de nombreux industriels, le plus connu étant Nestlé (pour les desserts MaronSui's, créés en 1965).
Si son produit phare est dénommé « crème de marron d'Ardèche », seuls 20 à 25 % des châtaignes transformées proviennent de cette région, les autres provenant, d'après l'entreprise, d'Italie, d’Espagne et du Portugal,.

## Communication
La mascotte de la marque est le personnage Marono. Créé en 1938 par le dessinateur Bellanger, Marono est vêtu de bogues de châtaignes et ses jambes sont des feuilles de châtaignier. Le dessin de départ a été actualisé en 1957, 1965 et 1980 avant de revenir à l'original de 1938. Clément Faugier édite un livre de recettes intitulé Les Recettes de Marono.